# Bukkes
Bukkes is een Nederlandse rockband uit Spakenburg bestaand uit Stefan Spring in 't Veld (zang, gitaar), Jan de Groot (zang), Eric Spring in 't Veld (drums), Rik Kraak (bas), Gijs Batelaan (gitaar) en Born Sanders (toetsen). Bukkes zingt in het Spakenburgs dialect.

## Biografie
De band Bukkes (Spakenburgs woord voor bokking) is een project van Stefan Spring in ’t Veld. Spring in ’t Veld is geboren en getogen in Spakenburg en rond 1997/2000 was Spring in ’t Veld actief als zanger, gitarist en componist van het duo Spring & de Groot waarmee hij drie jaar lang Nederlandstalige popmuziek maakte met zanger Jan de Groot. Met een eigen band maakten zij toen onder andere ook een grote concerttournee langs de Nederlandse theaters in het voorprogramma van de bekende Belgische formatie Clouseau. Na een album en enkele singles waarvan de single Voorbij de meeste succesvolle was, volgden enige jaren van muzikale rust. Maar begin 2007 maakte Spring in ’t Veld een Spakenburgse versie van het nummer The Fresh Prince of Bel Air.
Dit grote succes was dan ook de aanleiding voor Spring in ’t Veld om een Spakenburgs nummer te gaan opnemen. Héé Keeltsie was de eerste single in het Spakenburgs dialect. Het werd een grote hit in Spakenburg maar ook in Nederland werd de single bekend, vooral door het radiostation 100% NL. De videoclip voor het nummer werd geschoten in het centrum van Spakenburg, bij de voetbalclub sv Spakenburg en in verschillende lokale kroegen. Héé Keeltsie bereikte plek 17 in de Nederlandstalige Top 20 en plek 136 in de Nederlandstalige Jaaroverzicht 2007.
In 2008 kwam de nieuwe single Tetteren uit, een Spakenburgse cover van Basket Case van de Amerikaanse band Green Day.
In april 2009 kwam de single 'Ming Dârrep' uit. Dit liedje is een ode aan Spakenburg.

## Discografie

### Singles
| Single met eventuele hitnotering(en) in de Nederlandse Top 40 | Datum van verschijnen | Datum van binnenkomst | Hoogste positie | Aantal weken | Opmerkingen |
| ------------------------------------------------------------- | --------------------- | --------------------- | --------------- | ------------ | ----------- |
| Héé Keeltsie                                                  | 11-06-2007            | -                     | -               | -            |             |
| Tetteren!                                                     | 10-04-2008            | -                     | -               | -            |             |
| Ming Dârrep                                                   | 04-04-2009            | -                     | -               | -            |             |